# Onderste Molen (Venlo)
De Onderste Molen of Onderste Houtmolen was een watermolen in Venlo in de gemeente Venlo in Nederlands Limburg. De watermolen bevond zich aan de Onderste Molenweg in de buurt Onderste en Bovenste Molen van de wijk Jammerdaal niet ver van de Jammerdaalse Heide. De watermolen werd gevoed door de Venlose Molenbeek. Stroomopwaarts lag op ongeveer 200 meter naar het zuidoosten de Bovenste Molen. Ten zuidoosten van de molen ligt de molenvijver.

## Geschiedenis
Rond 1426 werd de molen gebouwd.
In 1615 werd de molen verwoest en in 1620 weer hersteld.
In 1932 werd de watermolen stilgelegd en in 1934 werd de molenvijver ingericht als zwembad. In het midden van de jaren 1930 werd het maalwerk uit de molen verwijderd.